# فاروق خان
فاروق خان (بالبنغالية: ফারুক খান)‏ هو سياسي باكستاني وبنغلاديشي، ولد في 18 سبتمبر 1951 في دكا في بنغلاديش. حزبياً، نشط في رابطة عوامي. وقد انتخب عضو الدورة العاشرة لمجلس الأمة البنغلاديشي ‏ عن دائرة Gopalganj-1 ‏ وقد انضم خلال فترته النيابية ‏  للكتلة البرلمانية رابطة عوامي وانتخب عضو مجلس الأمة البنغلاديشي ‏.